# Cassella
 (octobre 2022).
Si vous disposez d'ouvrages ou d'articles de référence ou si vous connaissez des sites web de qualité traitant du thème abordé ici, merci de compléter l'article en donnant les références utiles à sa vérifiabilité et en les liant à la section « Notes et références ».
Cassella Farbwerke Mainkur Aktiengesellschaft est une entreprise chimique et pharmaceutique allemande fondée en 1870 et basée à Francfort-sur-le-Main. Elle tire ses origines d'un commerce d'épices fondé en 1798 par Leopold Cassella à Francfort-sur-le-Main. De 1970 à 1995, Cassella est une filiale de Hoechst AG. Le site de Francfort-Fechenheim existe toujours aujourd'hui en tant que parc industriel de Fechenheim et appartient au groupe d'entreprises Weylchem depuis 2013.

## Histoire
En 1798, Cassella fonde la société commerciale Cassel & Reiß. En 1828, Cassella, qui n'a pas d'enfants, accueille Ludwig Aaron Gans en tant qu'associé dans son entreprise, qui s'appelle désormais Leopold Cassella & Co. et se consacre principalement au commerce des colorants. En 1870, les fils de Gans, Friedrich (Fritz) et Leo Gans, élargissent le commerce de leur père pour inclure une usine de peinture au goudron qu'ils ont fondée avec leur beau-frère Bernhard Weinberg et le chimiste August Leonhardt au Mainkur (de) à Fechenheim, l'usine de peinture à l'aniline de Francfort von Gans und Leonhardt. Cette date est ensuite considérée comme la date de fondation de Cassella Farbwerke. En 1879, Fritz Gans apporte cinq millions de marks à l'entreprise. Ils proviennent de l'héritage de son beau-frère G. Ettling, qui a dirigé la succursale espagnole Rothschild à Madrid. La même année, August Leonhardt quitte l'entreprise, qui opère depuis sous le nom d'usine d'aniline de Francfort Gans & Co. Le chimiste Meinhard Hoffmann devient le nouveau directeur technique de l'entreprise.

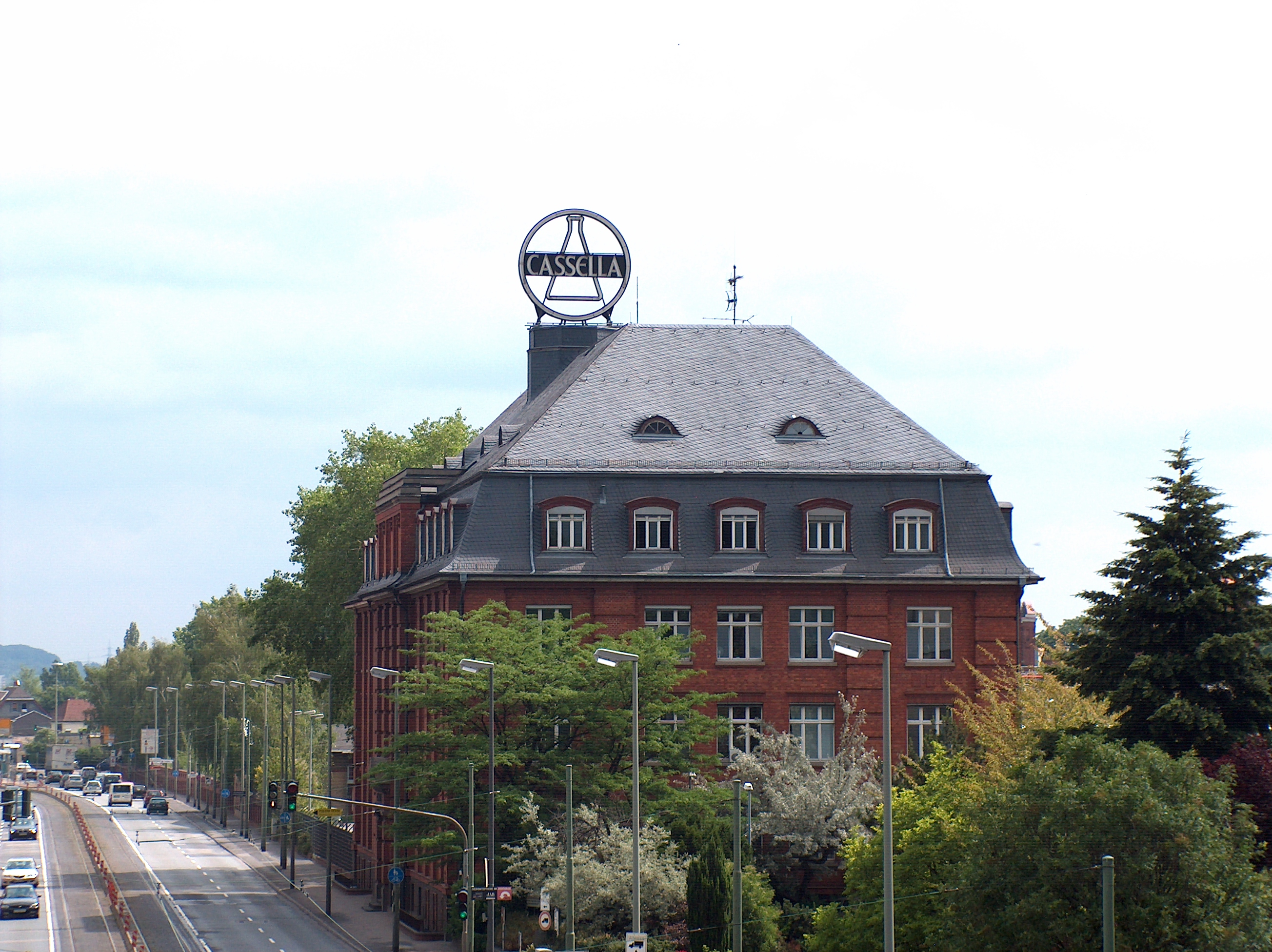
Ancien bâtiment principal de Cassella à Francfort-Fechenheim

En 1882, les fils de Bernhard Weinberg, Arthur et Carl Weinberg, prennent la direction de l'entreprise. Sous sa direction, Farbwerke devient rapidement le plus grand fabricant mondial de colorants synthétiques. En 1894, les partenaires fusionnent l'usine d'aniline de Francfort avec le commerce de gros de peinture. La nouvelle société se commercialise sous le nom de Leopold Cassella & Co. Les colorants au soufre développés par Richard Herz (de) sur le modèle du Vidal Black d'Henri Raymond Vidal (de) (avec lequel il y a des litiges de brevets, mais que la société Cassella gagne) contribuent au succès notamment à partir de 1900.
En 1900, alors que l'usine de Mainkur emploie déjà plus de 2 400 ouvriers, Arthur Weinberg fonde un département pharmaceutique. Weinberg travaille avec son ami Paul Ehrlich, dont les recherches, menées à l'Institut royal de thérapie expérimentale de Francfort depuis 1899, conduisent à la mise en place de la chimiothérapie en 1906.
En 1904, Leo Gans et les frères Weinberg dirigent l'usine Leopold Cassella & Co. dans la Zweibund avec le Farbwerke Hoechst. Ils échangent un quart de leurs actions contre des actions de Farbwerke. Dès lors Cassella abandonne la production d'acides, d'aniline et de soude et se concentre sur la production de colorants. Dans le même temps, BASF, Bayer et Agfa s'associent pour former la Triple Alliance. Un an plus tard, Cassella et Hoechst sont associés à Chemische Fabrik Kalle dans une Dreiverband. 
En 1916, le Dreibund et le Dreiverband fusionnent pour former le « petit IG Farben ».
Lorsque la grande IG Farben AG est fondée en 1925, Cassella est également intégrée à la nouvelle société. Leo Gans et Arthur von Weinberg, qui est fait chevalier en 1908, sont membres du conseil de surveillance de l'IG jusqu'à ce qu'ils soient contraints de démissionner de toutes les fonctions publiques après la prise du pouvoir par les nazis.
Après la Seconde Guerre mondiale, les Alliés placent IG Farben sous séquestre et, en 1951, scindent un certain nombre de sociétés qui lui succèdent, dont Cassella Farbwerke Mainkur AG. L'ancienne connexion avec Farbwerke Hoechst n'est pas initialement reprise, mais les trois principaux successeurs d'IG Farben BASF, Bayer AG et Hoechst ont chacun acquis une participation de 25,1% dans Cassella. Ce n'est qu'en 1970, année anniversaire, qu'a lieu ce que la presse a appelé le remembrement foncier. BASF et Bayer vendent leurs parts dans Hoechst, ce qui renforce sa position de fabricant de colorants et de produits pharmaceutiques. Cassella comprend désormais également les filiales Cassella-Riedel Pharma et Riedel-de Haën (de) AG à Seelze près de Hanovre, un fabricant de produits chimiques de spécialité et de laboratoire.

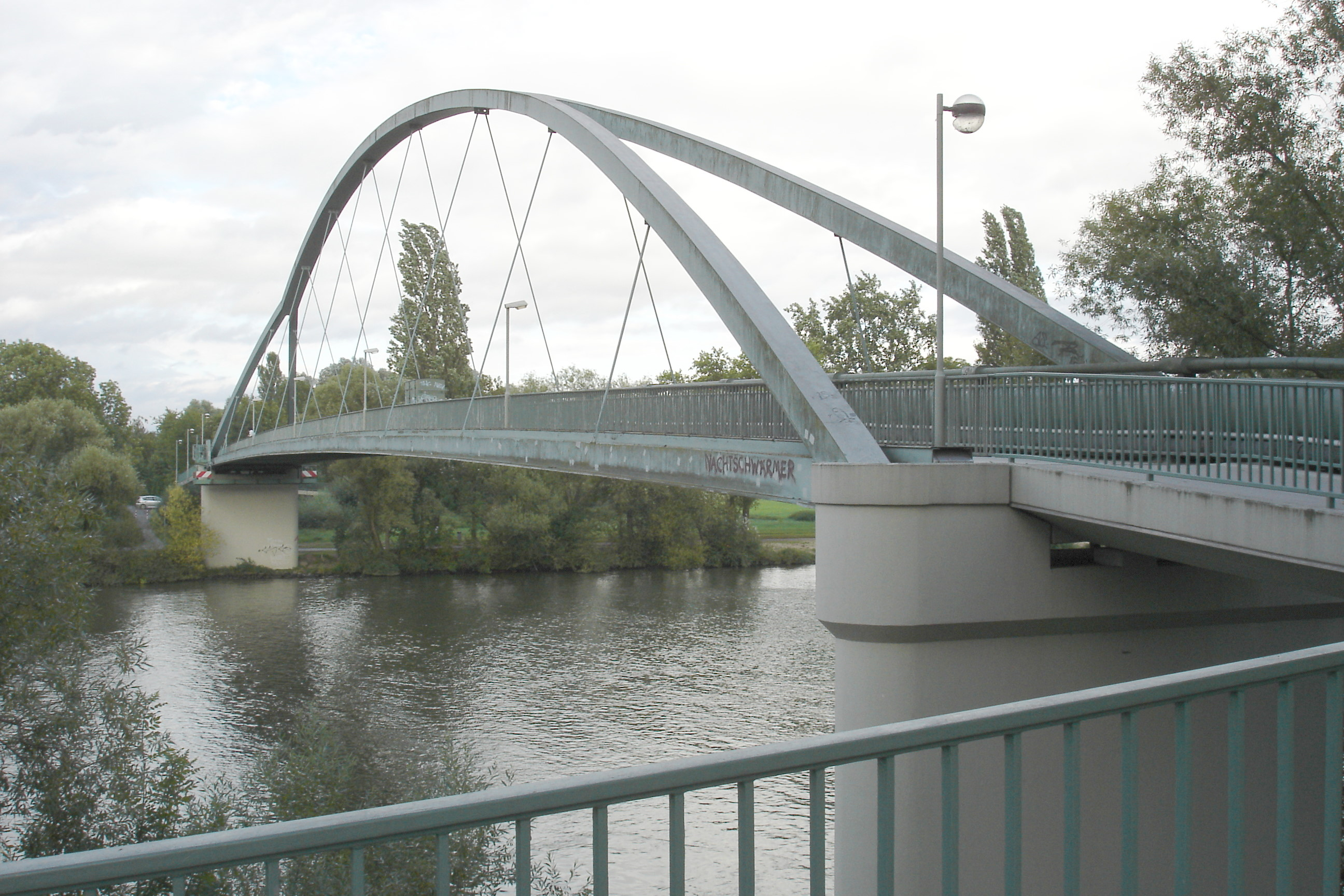
La relie les parties Cassella et Offenbach de l'usine

En 1981, Cassella AG, en collaboration avec Hoechst AG, construit une station d'épuration pour nettoyer les eaux usées de Cassella AG et de l'usine d'Offenbach de Hoechst AG. La passerelle Arthur-von-Weinberg (de) est construite pour traverser le Main pour la conduite d'égout d'Offenbach. En 1995, Cassella AG est fusionnée avec Hoechst AG. Peu de temps après, la recherche pharmaceutique sur le site de Cassella est fermée et, la même année, la division cosmétique, qui opère sous le nom de Jade, est vendue.En 1997, Hoechst cède sa division chimie de spécialités au suisse Clariant AG. Le site Cassella de Fechenheim devient l'usine Cassella de la société nationale allemande Clariant. En 1998, les usines d'Offenbach et de Cassella de Clariant fusionnent pour former l'usine de Cassella-Offenbach. Les deux parties de l'usine sont distantes d'environ trois kilomètres de part et d'autre de la Main. Au cours de la fusion des usines, les zones d'infrastructure des usines sont fusionnées. L'école d'usine et le département d'analyse sont combinés sur le site de Cassella.
En 2001, Clariant vend l'usine de Cassella-Offenbach, à l'exception de deux départements de recherche, à un groupe d'anciens dirigeants de Hoechst, qui poursuivent leurs activités sous le nom d'AllessaChemie (de) GmbH. Avec environ 1 000 employés, AllesssaChemie – le nom est un anonymat de Cassella – produit des produits chimiques spéciaux pour des clients industriels, dont à Fechenheim principalement des pigments, des colorants et un grand nombre de produits intermédiaires. Une partie importante de celle-ci est fabriquée pour le compte de Clariant. Le 31 décembre 2011, AllesssaChemie GmbH restitue à Clariant l'usine d'Offenbach, qui a entre-temps été complètement vidée. La vie industrielle de cet ancien site de l'usine Cassella-Offenbach prend fin. L'avenir devrait être dans le secteur résidentiel et tertiaire. Les plans pour cela ne sont pas encore terminés.
En 2012, AllesssaChemie obtient les droits de marque de Cassella et utilise à nouveau le logo traditionnel de la marque depuis décembre de la même année comme enseigne au néon sur le toit du bâtiment Cassella à Francfort-Fechenheim. Le logo a un diamètre de cinq mètres et est équipé de 208 tubes fluorescents d'une longueur totale de 178 mètres.
Depuis le 1er octobre 2012, l'ancienne AllessaChemie GmbH change son nom en Allessa GmbH. Elle fait partie du groupe d'entreprises WeylChem depuis 2013.

## TC Cassella
Le club de tennis Cassella est fondé le 24. Fondée en novembre 1949 sous la direction de Wilhelm Weber. L'association est conçue comme une association sportive d'entreprise pour Cassella Farbwerke. Cependant, selon les statuts formulés en 1959, jusqu'à 20 % non-travailleurs sont acceptés dans l'association. Comme Cassella Farbwerke est située dans le quartier de Fechenheim à Francfort et qu'il n'y a pas de courts de tennis adaptés à l'époque, les membres reconstruisent deux anciens courts de tennis privés dans la forêt de Fechenheim. Le 21 mai 1950, après la cérémonie d'ouverture, les opérations de jeu peuvent commencer. En raison de l'augmentation constante du nombre de membres, l'installation de tennis est agrandie de trois autres courts en 1960, 1965 et 1970.
En 1970, l'association sportive d'entreprise est transformée en association sans but lucratif et finalement en 1975 en association enregistrée. Le club est désormais également ouvert à tous les non-travailleurs. En conséquence, la construction de deux autres courts de tennis et d'un dôme aérien est lancée. Les deux nouveaux courts de tennis sont ensuite ouverts en 1979. De plus, le clubhouse est rénové et agrandi.
En 1999, pour les 50 ans du TC Cassella, le logo du club est modernisé. La fiole Erlenmeyer précédemment dans le fanion jaune-bleu de l'association, symbole de l'ancienne société chimique Cassella, estéchangée contre une balle de tennis. Malgré la conversion en e.V., l'association est en contact étroit avec la société AllessaChemie qui est également mécène.
Le 31 décembre 2010, l'association compte plus de 300 membres, dont 85 jeunes et enfants.